# داروناویر/کوبیسیستات
داروناویر/کوبیسیستات (به انگلیسی: Darunavir/cobicistat) یک داروی ترکیبی ضد ویروس است که در درمان اچ‌آی‌وی/ایدز و پیشگیری از بروز ایدز به کار می‌رود. این داروی از ترکیب ۸۰۰ میلی‌گرم داروناویر و ۱۵۰ میلی‌گرم کوبیسیستات ساخته شده‌است. داروناویر یک بازدارندهٔ پروتئاز است و کوبیسیستات اثرِ داروناویر را با مسدود کردن متابولیسم آن توسط آنزیم CYP3A کبدی، افزایش می‌دهد.
این دارو در سال ۲۰۱۵ در ایالات متحده آمریکا مورد تأیید واقع شد و از فوریهٔ ۲۰۲۰ میلادی جهت استفاده در درمان بیماری کروناویروس ۲۰۱۹ تحت بررسی و آزمایش است.